# Park Zdrojowy w Kudowie-Zdroju

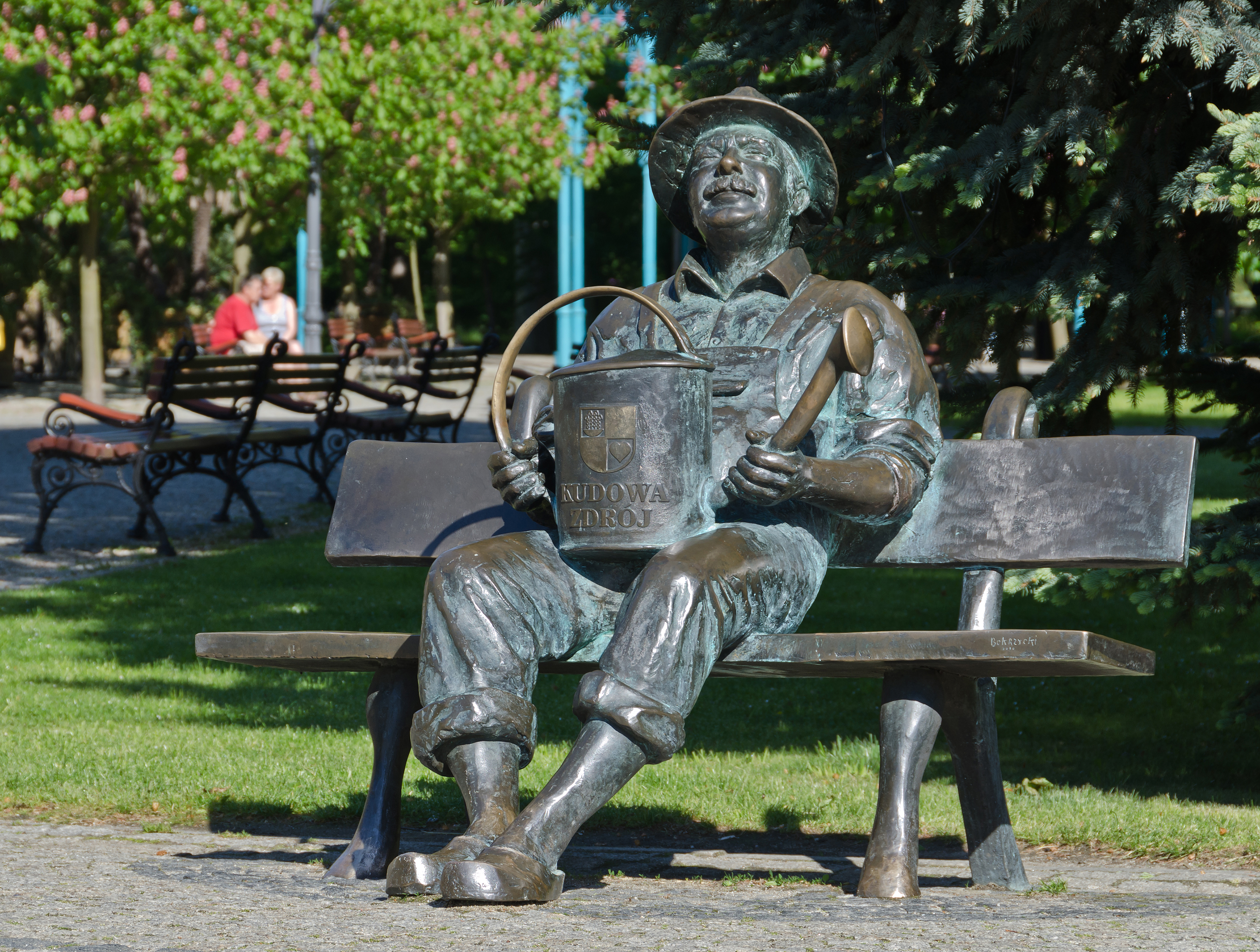
Ławeczka ogrodnika

Park Zdrojowy w Kudowie-Zdroju – zabytkowy park zdrojowy o powierzchni 12,97 ha, położony jest w centralnej części uzdrowiskowego miasta Kudowa-Zdrój, między ulicami: Moniuszki, Zdrojowa, al. Jana Pawła II, z przyległą Górą Parkową. Założenie powstało w XVIII wieku, a w następnym stuleciu zostało powiększone.

## Fizjografia
Najstarszą i najbardziej reprezentacyjną częścią jest Park Centralny. Oś założenia stanowi główna promenada mająca swój początek w okolicach pijalni, gdzie znajduje się bogactwo ciekawej roślinności. Wszystkie części parku urozmaicone są licznymi ścieżkami i alejkami. Na obszarze parku Zdrojowego oraz wzdłuż głównej promenady spacerowej znajdują się najważniejsze obiekty architektoniczne: „Zameczek”, „Polonia”, muszla koncertowa, podświetlana fontanna, pijalnia oraz dawna hala spacerowa, czyli otwarta konstrukcja żeliwna, zwana dziś „Teatrem Pod Blachą”, gdzie często odbywają się koncerty muzyki uzdrowiskowej oraz sąsiadujący z nią teatr Zdrojowy. Od zachodu park zamknięty jest okazałym stawem. Lata 20. XX wieku uważane są za lata świetności parku. Jego niedawna renowacja przywróciła mu właśnie ówczesny, znany z rycin, obrazów i starych fotografii wygląd. Obecnie w części parku trwają prace renowacyjne przywracające stan z lat 20. XX wieku.

## Historia
Park został założony pod koniec XVIII wieku przez barona von Stillfrieda w 1787, w miejscu wypływania źródeł mineralnych u podnóża Góry Parkowej. W początkowych latach XIX wieku park został powiększony. Założenie Parku Zdrojowego zaprojektowano na wzór parków angielskich. 
Dawniejszy dom gościnny dla kuracjuszy „Zameczek”, obecnie sanatorium, został wzniesiony w 1772. 
Dawny dom zdrojowy, obecnie Sanatorium Polonia, w którym znajduje się teatr Zdrojowy, wybudowano w 1905 jako tzw. Książęcy Dwór. 
Monumentalna Pijalnia Wód z początku XX w. to półkolisty budynek, nawiązujący do stylistyki barokowej i secesyjnej. Pijalnia jest połączona z dużą, otwartą, żeliwną halą spacerową. Pod nią przebiega główna aleja parkowa i mieszczą się Nowe Łazienki. Wnętrze pijalni zdobią malowidła węgierskiego malarza Arpada Molnara, ukazujące stary zdrój oraz Dolny Śląsk z początku XX wieku.

## Przyroda
Drzewostan parkowy tworzą wszystkie znane gatunki drzew oraz okazy drzew egzotycznych pochodzących z Ameryki Północnej i Bliskiego Wschodu, które naturalnie nie rosną w Polsce. Różnorodność parku podkreślają drzewa w odmianach rzadszych i ozdobnych. Wiele jest cennych okazów mających status pomników przyrody: świerk sudecki, najpiękniejszy buk purpurowy liczący ponad 200 lat oraz najstarsze drzewo w parku, jesion wyniosły liczący około 300 lat. Roślinność parku jest bogata i zróżnicowana, obfituje w agawy, kaktusy, opuncje, draceny, saganowce i rododendrony. Ozdobą kudowskiego parku w sezonie letnim są okazałe palmy, ustawione wzdłuż głównej alei, prowadzącej do stawu zdrojowego, oraz piękne kwiatowe dywany układane każdej wiosny.

## Otoczenie parku
- Od północy Park Zdrojowy osłania las porastający masyw Gór Stołowych z Górą Parkową.
- Na zachodzie, za stawem, przebiega granica polsko-czeska.
- We wschodniej i południowej części są liczne pensjonaty i obiekty miejskie.